# (2725) David Bender
(2725) David Bender es un asteroide perteneciente al cinturón de asteroides descubierto por Eleanor Francis Helin y Schelte John Bus desde el observatorio del Monte Palomar, Estados Unidos, el 7 de noviembre de 1978.

## Designación y nombre
David Bender se designó al principio como 1978 VG3.
Posteriormente, en 1983, fue nombrado en honor del astrofísico estadounidense David F. Bender.

## Características orbitales
David Bender orbita a una distancia media del Sol de 3,037 ua, pudiendo alejarse hasta 3,485 ua y acercarse hasta 2,589 ua. Tiene una excentricidad de 0,1475 y una inclinación orbital de 15,53 grados. Emplea en completar una órbita alrededor del Sol 1933 días.

## Características físicas
La magnitud absoluta de David Bender es 10,7. Emplea 9,956 horas en completar una vuelta sobre su eje y tiene 40,14 km de diámetro. Se estima su albedo en 0,0759.